# 横浜市立港高等学校
横浜市立港高等学校（よこはましりつ みなとこうとうがっこう）は、かつて神奈川県横浜市中区山下町にあった市立高等学校。

## 概要
過去には全日制普通科が設置されていたこともあるが（設立からわずか一か月後に横浜市立南高等学校として独立した。）、閉校時には定時制の課程のみが設置されていた学校である。
1964年から2004年まで同敷地に、全日制課程のみの商業高等学校である横浜市立港商業高等学校を併設していた。
後述の通り港高校は2005年(平成17年)に閉校したが、閉校直前に敷地内に横浜市立みなと総合高等学校が開校した。閉校後の事務手続きは統合先の横浜市立横浜総合高等学校が担うこととなった。

## 沿革

### 旧・港高校
- 1928年（昭和3年）3月31日 - 横浜市立女子専修学校として開校。
- 1936年（昭和11年）4月1日 - 横浜市立女子高等専修学校に改称。
- 1944年（昭和19年）4月1日 - 横浜市立第一女子商業学校に改称。
- 1948年（昭和23年）4月 - 横浜市立第二女子商業学校を統合し、横浜市立港高等学校別科に。
- 1949年（昭和24年）3月31日 - 横浜市立横浜商業高等学校に統合され、閉校。

### 新・港高校
- 1950年（昭和25年）4月1日 - 定時制課程の高校として横浜市立港高等学校が復活する。
- 1952年（昭和27年）4月1日 - 横浜市立港高等学校専攻科を設置。
- 1954年  (昭和29年)
  - 4月1日 - 横浜商業高校(Y校)普通科を移管する形で、横浜市立吉田中学校（現・横浜市立横浜吉田中学校、中区羽衣町3-84）内に全日制普通科が設置される。
  - 5月1日 - 南区民の要望により、全日制普通科が横浜市立南高等学校と名称変更。
- 1955年（昭和30年）
  - 3月1日 - 港高校定時制の敷地に南高校が移転。[1]
- 1959年（昭和34年）
  - 3月 - 南高校2年次・3年次が南高校の現在地（南区下永谷町1432番地、現・港南区東永谷2-1-1）に移転。港高校定時制敷地内に横浜市立南高等学校山下分校が設置され、南高校1年次を引き続き収容する。[1]
- 1960年（昭和35年）
  - 3月 - 南高校1年次も南高校の現在地に移転し、山下分校を廃止する。これをもって南高校は完全に独立する。[1]
- 1964年（昭和39年）4月1日 - 港高校敷地内に横浜市立港商業高等学校が開校・併設される。
- 2002年（平成14年）
  - 4月 - 横浜市立高等学校3校（横浜商業高等学校定時制、港高校定時制、横浜市立横浜工業高等学校）が統合し、横浜工業高校の敷地内に横浜市立横浜総合高等学校が開校する。
  - 4月 - 港商業高校を改編し、港高校・港商業高校敷地内に横浜市立みなと総合高等学校が開校する。
- 2004年（平成16年）4月1日 - 併設の港商業高校が閉校。
- 2005年（平成17年）4月1日 - 港高校が閉校。